# 哥伦比亚共产主义青年
哥伦比亚共产主义青年（西班牙語：Juventud Comunista Colombiana，缩写为JUCO）是哥伦比亚共产党的青年翼。该组织成立于1932年7月17日。该组织以马克思列宁主义为指导思想。该组织的总书记是William Monsalve。该组织是世界民主青年联盟的成员。该组织参与创建爱国行军。